# Лазерный микроспектральный анализ
Лазерный микроспектральный анализ, локальный эмиссионный спектральный анализ — метод качественного анализа, основанный на поглощении исследуемым веществом сфокусированного лазерного излучения, испарении малого количества вещества и исследовании спектра излучения факела, образовавшегося в результате испарения.
За счет высокой температуры и других процессов происходит возбуждение и ионизация испарившихся атомов с образованием плазмы.
Метод позволяет работать с микроколичествами вещества, локализованных в малом объёме и устанавливать качественный (а в ряде случаев и количественный) элементный состав самых разнообразных объектов практически без их разрушения.